# 屏東縣東港鎮海濱國民小學
22°27′53″N 120°26′34″E / 22.4646533°N 120.4426669°E
屏東縣東港鎮海濱國民小學，簡稱海濱國小，是屏東縣東港鎮的一所國民小學，原為成立於1962年2月的海濱國民學校，並於1968年8月改為現名。

## 歷史沿革
海濱國小為日治時期的東港神社原址，戰後成為營區，1962年創立「海濱國民學校」，當時神舍雜草一片，無人整理，後來附近居民將校內孔子雕像移至神社正殿坐鎮，成為學校內的孔子祠。1968年8月校名改稱「屏東縣東港鎮海濱國民小學」。

### 歷任校長
| 任期 | 姓名   | 任職日期  | 離職日期  | 備註               |
| ---- | ------ | --------- | --------- | ------------------ |
| 1    | 李聰閑 | 1962年9月 | 1967年8月 |                    |
| 2    | 陳朝嶼 | 1967年9月 | 1978年7月 |                    |
| 3    | 李溫   | 1978年8月 | 1986年7月 |                    |
| 4    | 許東雄 | 1986年8月 | 1992年7月 |                    |
| 5    | 李松安 | 1992年8月 | 1996年7月 |                    |
| 6    | 李光榮 | 1996年8月 | 2000年7月 |                    |
| 7    | 蔡誌山 | 2000年8月 | 2008年7月 |                    |
| 8    | 謝榮茂 | 2008年8月 | 2014年7月 |                    |
| 9    | 趙錫清 | 2014年8月 | 2022年7月 | 現改任大潭國小校長 |
| 10   | 王承光 | 2022年8月 | （現任）  |                    |

## 特色
海濱國小位置鄰海，大門正對東港漁港，文化背景特殊，附近廟宇眾多，校內又有東港神社遺跡改建的孔子祠，反映學校以海洋教育及廟宇文化的特色教學。
推廣多元教育，不想給學生填鴨式的學習環境，因此除成立自造者教室外，也努力推動夏日樂學計畫，以熟悉地方的在地師資，將學校及社區做完美結合，如大鵬灣觀光發展社區聯合協會即為師資陣容之一。
另外，海濱國小也推廣舞龍、獨輪車、法式滾球等特殊活動。藉由參與各項活動，使學生找到興趣與生活重心。

### 孔子祠
位於海濱國小內的孔廟，改造自東港神社正殿。2000年時任校長蔡誌山認為學校內難得有座孔子祠，若再加上孔子相行文化活動會更有意義，特地安排於孔子誕辰日依循古禮舉行祭孔典禮，為了讓典禮更加莊嚴傳統，也請校內導師赴台北學習六佾舞，回校教給學生，2年後也正式在典禮上跳六佾舞。後來也曾數次舉行祭孔典禮。
教育部於2017年推動小學營造空間美學與發展特色學校計畫。內埔國小一百多年前的校址就在昌黎祠，擁有相當深厚的儒學素養，而海濱國小獨具特色的孔子祠也深具儒學文化，於是兩校以「韓風已起愈見卓越，孔丘乍現子曰學儒」為題參賽，而這樣的運用果真得到評審青睞，成功得到標竿聯盟學校的美名，並獲得經費資源將在校內建搭明德門牌樓及至聖先師椅。

### 城鄉共學
海濱國小自2016年起辦理教育部「城鄉共學夥伴計畫」，先後與鳥嶼國小、尚武國小、新威國小成為共學夥伴。雙方以互相實地踏訪、線上視訊教學進行校園特色交流。

### 自造者教室
海濱國小成立自造者教室積極推動3D列印、樂高機器人，以及機器人載迷你神轎的創新思維也融入課程中，並醞釀推出3D神轎繪畫。海濱國小對於海洋文化的推廣不在話下，但固守在地傳統的同時，也不忘結合新科技多元發展，在自造者教室成立後，3D列印及機器人教學成為學生們引頸期盼的課程，而在教育部夏日樂學計畫的推動下，課程又邁向另一個新境界。

### 海洋文化繪本
2018年寒假，海濱國小和高雄科技大學，進行海洋文化繪本製作，內文採中英對照形式，完成「海濱國小孔子祠」及「東港迎王平安祭典」等充滿童趣的主題繪本。繪本於3月付梓問世，命名為《給孔子的生日禮物──海濱國小六佾舞的傳承》和《東港迎王平安祭典》，預計還要改編成動畫。高科大教授李筱倩的團隊帶領學童走讀東港東隆宮、孔子祠，了解在地文史，並引導學童撰寫故事介紹家鄉，再協助改編成英文。